# カラフル (遊吟の曲)
「カラフル」は、日本のフォークデュオ・遊吟のメジャー5作目（通算13作目）のシングル。

## 概要
- 前作「旅立ち/チェリーブロッサム」から約1年4ヶ月ぶりのシングル。
- 今作を最後にメジャーレーベルから離脱することになる。
- カップリング曲が自身最多の3曲収録されている。
- メジャーデビュー後としては初のノンタイアップシングルとなっている。
- インディーズ8thシングル「水花火」以来5作ぶりにオリコン圏外となった。

## 収録曲
1. カラフル
作詞・作曲：卓
編曲：植草岳
2. 終わらない旅路
作詞・作曲：遊吟
編曲：植草岳
2人による共作はミニアルバム『テノヒラ』収録曲「星の約束」以来となる。
3. Yeah
作詞・作曲：卓
編曲：植草岳
4. 弱男の根性 (カラフルVer.)
作詞・作曲：卓
編曲：遊吟